# Symfonie č. 6 (Mozart)

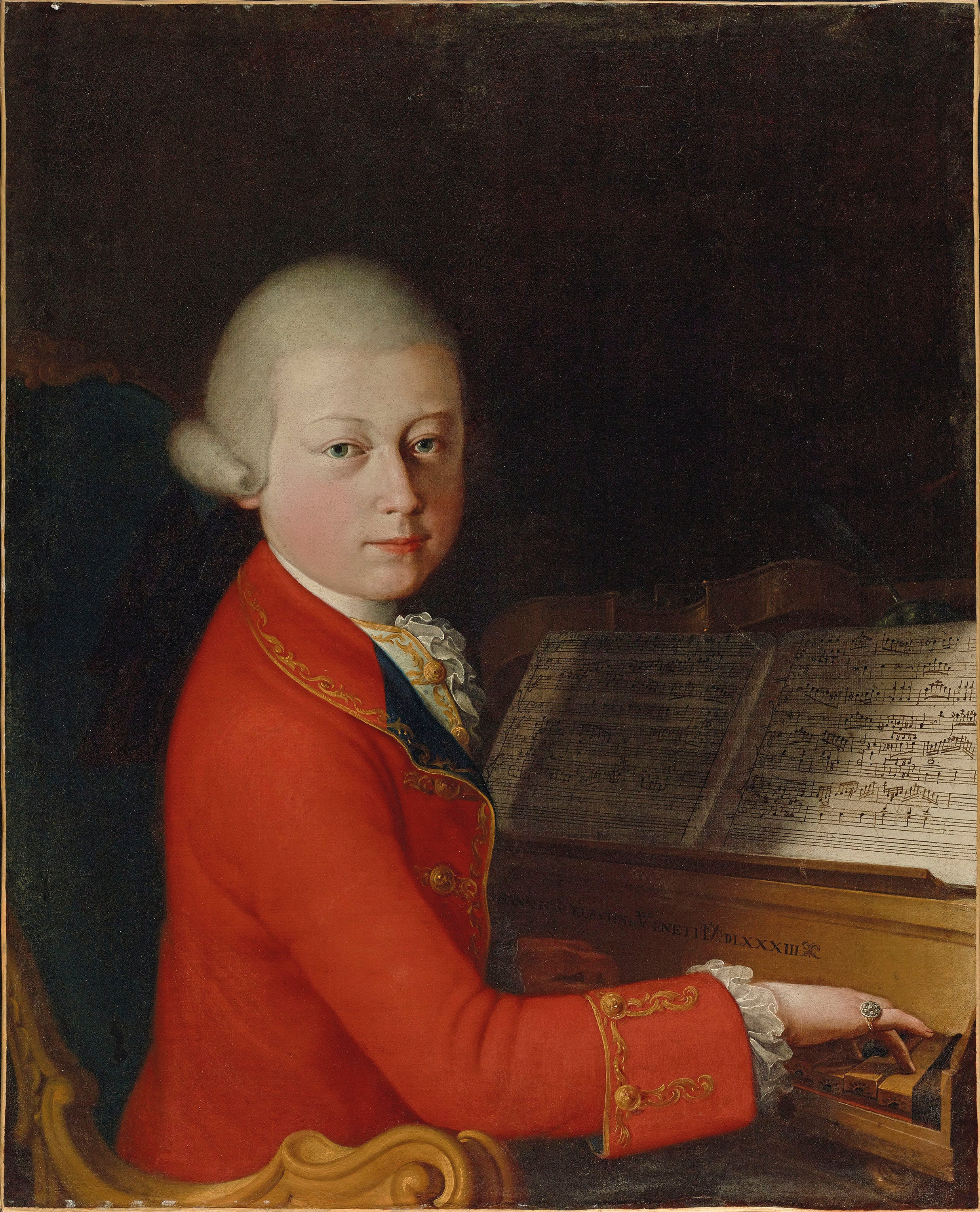
Mozart v roce 1770

Symfonie č. 6 Wolfganga Amadea Mozarta v tónině F dur, dle Köchelova seznamu KV 43, byla dokončena v roce 1767 v Olomouci.
Dle názoru muzikologa Alfreda Einsteina uvedené v jeho revizi Köchelova seznamu z roku 1937, skladatel započal komponování symfonie pravděpodobně ještě ve Vídni a dokončil ji v Olomouci, kam se Mozartova rodina uchýlila před zhoubnou epidemií neštovic, která v té době sužovala Vídeň, viz Mozart a neštovice.

## První uvedení

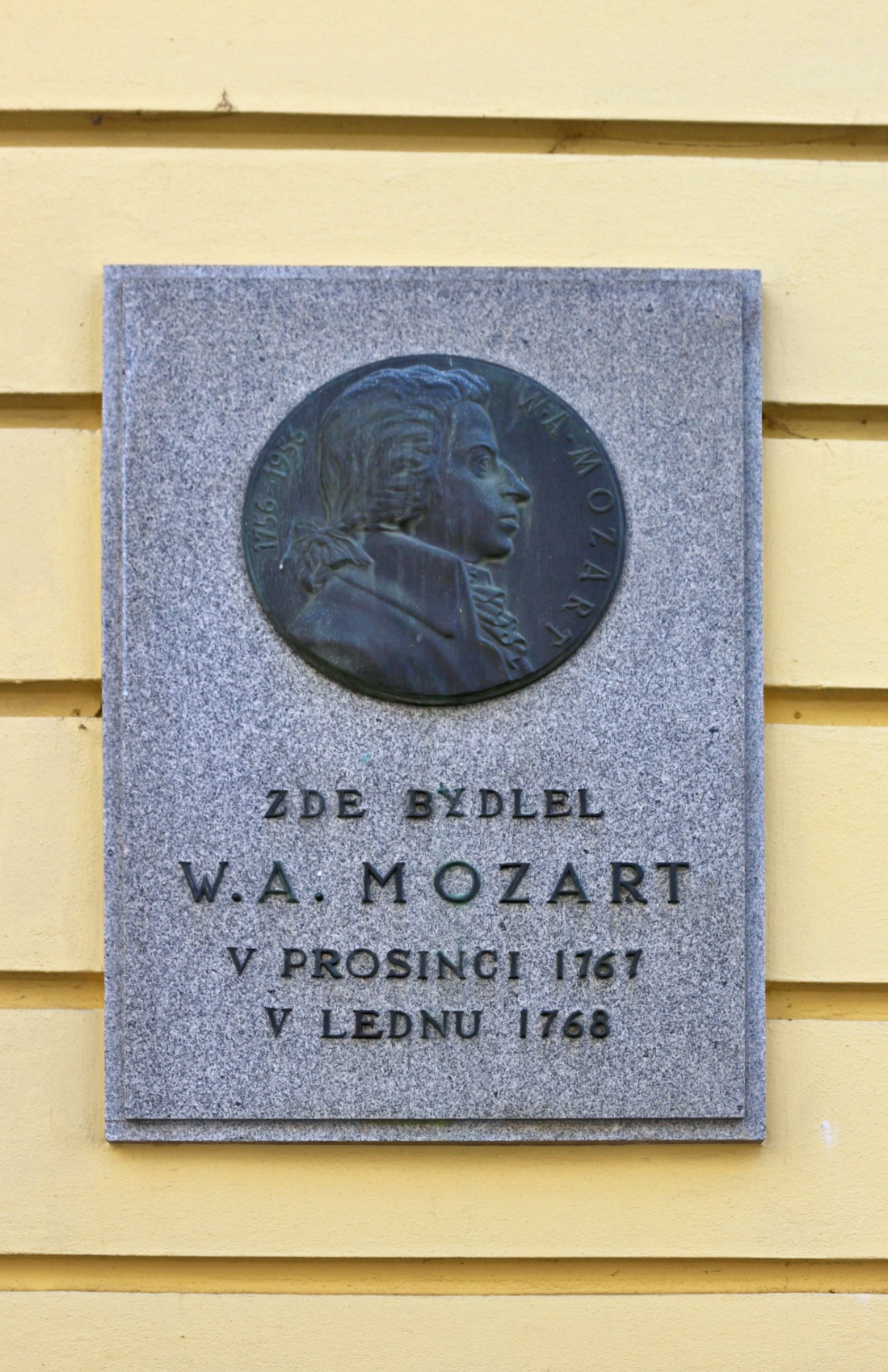
Pamětní deska na paláci hraběte Schrattenbacha

Symfonie byla zařazena do programu koncertu uspořádaného pro hraběte Františka Antonína Schrattenbacha, synovce kardinála Wolfganga Hanibala ze Schrattenbachu a bratra knížete-arcibiskupa Zikmunda Kryštof ze Schrattenbachu, Leopoldova zaměstnavatele v Salcburku. Koncert tehdy 11letého Wolfganga, se konal 30. prosince 1767 v brněnské Taverně (Reduta) za přítomnosti otce Leopolda a Wolfgangovy 15leté sestry Marie Anny.

Místní kněz o tom poznamenal: 
| „ | Navštívil jsem hudební koncert v městském domě, známém jako „Taverna“, kde se jedenáctiletý Salcburčan se svou patnáctiletou sestrou, doprovázeni mnoha nástroji obyvateli Brna, vzbudilo všeobecné nadšení a obdiv. | “ |

Hrabě Schrattenbach Leopolda vyzval, aby zůstali v jeho paláci déle, avšak Leopold chtěl pokračovat dále na sever, neboť měl obavy o synovo zdraví, a tak rodina byla již o dva dny později na cestě do Olomouce. Zde se 26. října skutečně u Wolfganga projevily první příznaky neštovic.
Mozartův pobyt v Brně připomíná pamětní deska od J. T. Fischera na Schrattenbachově paláci z roku 1956.

## Věty a instrumentace
Dílo má čtyři věty a je první Mozartovou symfonií v tónině F. První provedení proběhlo v Brně 30. prosince 1767. Autograf partitury se nachází v Jagellonské knihovně v Krakově.
Instrumentace při prvním provedení symfonie byla následující:
- 2 flétny
- 2 hoboje
- 2 rohy
- fagot
- smyčce
- basso continuo.[1]

Místo hobojů jsou ve druhé větě použity flétny. Je to také poprvé, kdy v symfonii Mozart použil dva obligátní violové party.
Věta Andante cituje téma z Mozartovy dřívější latinské opery Apollo et Hyacinthus, KV 38, v níž " houslemi s dusítky hrajícími melodii nad pizzicatem druhých houslí a dělených viola dosahuje zvláštního účinku".
Je to také první čtyřvětá Mozartova symfonie, v níž zavádí menuet a trio, což se stává velmi častým v mnoha jeho pozdějších symfoniích. Věty jsou:
1. Allegro, {\displaystyle {\frac {4}{4}}} takt
2. Andante, {\displaystyle {\frac {2}{4}}} takt
3. Menuet a Trio, {\displaystyle {\frac {3}{4}}} takt
4. Allegro, {\displaystyle {\frac {6}{8}}} takt